# TO-92
TO92 (Transistor Outline Package, Case Style 92) — распространённый тип корпуса для маломощных транзисторов и других полупроводниковых приборов с тремя выводами, в том числе и микросхем (например, интегральных стабилизаторов напряжения).
Корпус имеет небольшой размер и очень низкую стоимость. Стандартизирован JEDEC, а также 3D модель корпуса с вариантами формовки (вариант 1, вариант 2, вариант 3).
В СССР данный тип корпуса носил обозначение КТ-26.

## Конструкция и её особенности
|  |  |

Корпус представляет собой две соединённые половинки, между которыми находится полупроводниковый кристалл. Передняя часть плоская, на неё, как правило, наносится маркировка. Задняя часть выполнена в виде полуцилиндра. В нижней части, расположены три электрических вывода.
В качестве материала корпуса используется эпоксидная смола или пластик.
Приборы, оформленные в таком корпусе, могут работать с токами до 5 ампер и напряжениями до 600 вольт, но из-за миниатюрности и отсутствия крепления для теплоотводящего радиатора могут рассеивать лишь незначительную мощность (до 600 мВт).

## Примеры применения
- BC547 — универсальный биполярный транзистор.
- MK484 — однокристальный радиотракт.
- 78L05 — стабилизатор напряжения.
- TCR1AM — симистор.
- DS1820 — термодатчик с цифровым выходом.
- LM335 — термодатчик с аналоговым выходом.
- DS2501 — 1 Кб EPROM.